# Stephen Shoosmith
Stephen Newton Shoosmith, CB, DSO, OBE (* 15. September 1900; † 3. Dezember 1956) war ein britischer Offizier und zuletzt Generalmajor der British Army, der unter anderem von 1954 bis 1956 als Hauptstabsoffizier des stellvertretenden Oberkommandierenden der Alliierten NATO-Streitkräfte in Europa Principal Staff Officer, Deputy Supreme Allied Commander, Allied Powers Europe enger Mitarbeiter von Field Marshal Bernard Montgomery war.

## Leben
Stephen Newton Shoosmith, Sohn von Harry Shoosmith, absolvierte nach dem Besuch der 1604 gegründeten Blundell’s School in Tiverton eine Offiziersausbildung am Royal Military College Sandhurst. Nach dem Abschluss wurde er 1920 als Second Lieutenant in die Royal Artillery übernommen. Er fand in den folgenden Jahren zahlreiche Verwendungen als Offizier sowie Stabsoffizier. Er war zwischen 1935 und 1936 Absolvent des Staff College Camberley, an dem Geoffrex Bourne, Roger Bower, Eric Bols, John Yeldham Whitfield, Lewis Lyne, Freddie de Guingand, Robert Arkwright, Charles Keightley, Walter Lentaigne, Horatius Murray, Terence Airey und Gerald Lloyd-Verney zu seinen Jahrgangskameraden gehörten.
Während des Zweiten Weltkrieges wurde er 1941 Assistierender Militärsekretär der Kriegsregierung Churchill (Assistant Military Secretary to War Cabinet) und war danach zeitweilig Chef des britischen Heeresstabes in Washington, D.C. sowie Erster Generalstabsoffizier (General Staff Officer 1) der 4. Division (4th Division), ehe er 1943 Kommandeur der Artillerieverbände der nunmehr im Italienfeldzug eingesetzten 4. Division (Commander Royal Artillery, 4th Division) wurde. Für seine Verdienste wurde er 1943 zum Officer des Order of the British Empire (OBE) ernannt. Im weiteren Kriegsverlauf war er als Brigadier zwischen dem 13. Dezember 1943 und dem 2. März 1945 Kommandeur der 10. Infanteriebrigade (Commanding Officer 10th Infantry Brigade), die an militärischen Operationen in Nordafrika, in Italien sowie zuletzt in Griechenland teilnahm. Für seine Verdienste in dieser Zeit wurde er 1944 Companion des Distinguished Service Order (DSO) und erhielt zudem eine Spange (Bar) zum DSO.
Nach Kriegsende war Brigadier Shoosmith zwischen Januar und Februar 1947 kurze Zeit Kommandeur der 5. Infanteriebrigade (5th Infantry Brigade). sowie von November 1948 bis 1949 Chef des Stabes des Flugabwehrkommandos (Chief of Staff, Anti-Aircraft Command). 1951 wurde er aufgrund seiner Verdienste auch zum Companion des Order of the Bath (CB) ernannt. Nach seiner Beförderung zum Major-General fungierte er zwischen August 1951 bis Januar 1952 als Kommandeur des Heeresstabes der Britischen Gemeinsamen Streitkräftemission in den USA (Commander, British Army Staff, British Joint Services Mission, USA) sowie daraufhin von Januar 1952 und November 1954 Chef des Stabes des Kommandos der Vereinten Nationen in Japan (Chief of Staff United Nation Command, Japan).
Zuletzt wurde er im November 1954 als Hauptstabsoffizier des stellvertretenden Oberkommandierenden der Alliierten NATO-Streitkräfte in Europa Principal Staff Officer, Deputy Supreme Allied Commander, Allied Powers Europe enger Mitarbeiter von Field Marshal Bernard Montgomery und hatte diese Position bis 1956 inne. Er verstarb wenige Monate später am 3. Dezember 1956.
Aus seiner 1938 geschlossenen Ehe mit Kathleen Mary Noad gingen eine Tochter und ein Sohn hervor.